# Pufuleti
Pufuleti, pseudonimo di Giuseppe Licata, noto anche come Joe Space, (Naro, 12 novembre 1989), è un rapper italiano.

## Carriera

### 2014-2016: Gli esordi in Germania a nome Joe Space
Comincia a rappare in tedesco usando lo pseudonimo Joe Space. Pubblica i suoi primi album Nudus Cactus e Nollywood rispettivamente nel 2014 e nel 2015, con cui riceve la prima copertura mediatica sul sito di cultura hip-hop MZEE. Nel 2016 esce il suo terzo album nachtalb, in collaborazione con il beatmaker tedesco Lord Folter. 

### 2019-Presente: Il primo album a nome Pufuleti
Dopo un periodo di pausa fonda, con il beatmaker tedesco Wun Two, il collettivo artistico C.O.T.A., cioè "Carrying Owls To Athens". Nel 2019 esce un nuovo album in cui usa per la prima volta prevalentemente l’italiano, Tumbulata, considerato da alcuni media musicali uno dei dischi più interessanti della scena rap italiana dell'anno grazie al suo stile stralunato e sperimentale. L'album è prodotto insieme al collettivo artistico Misto Mame.

### 2020-Presente: Nuovi progetti
Nel 2020 esce per La Tempesta Dischi l’album Catarsi Aiwa Maxibon con la produzione artistica di Lapo Sorride e nel 2021 l’album RAMMBOCK, in collaborazione con il rapper tedesco Terfak e il producer Zutera.

## Stile
VICE ha definito il suo rap “onirico” e “cervellotico”, paragonando il suo timbro vocale a quello del rapper Joe Cassano. Il sito di critica musicale Rockit ha definito Tumbulata un album “folle”, “sgangherato, distorto nel modo di rappare, semanticamente fuori da ogni schema logico”, mentre il blog musicale Dance Like Shaquille O’Neal ha definito il suo stile “surrealista”, lodando la sua “decostruzione linguistica e musicale, beat old school, e riferimenti culturali elevati."

## Biografia
Nasce in Sicilia nel paese di Naro, in provincia di Agrigento. La famiglia si trasferisce nella Saarland, in Germania, dove cresce dall'età di 4 anni in poi e dove tuttora risiede, lavorando come infermiere. 

## Discografia
Come Joe Space
- 2014 – Nudus Cactus (con Drumtomski)
- 2015 – Nollywood (con Scarf Face)

Come Pufuleti
- 2019 – Tumbulata
- 2020 – Catarsi Aiwa Maxibon
- 2021 – RAMMBOCK (con Terfak e Zutera)
- 2023 – Perle Ai Porci (con Wun Two e Zutera
- 2024 – Gotico Romanzo (con Fed Nance)